# زالواب (دهلران)
زالواب (دهلران)، روستایی از توابع بخش زرین آباد شهرستان دهلران در استان ایلام ایران است.

## جمعیت
این روستا در دهستان سیدناصرالدین قرار دارد و براساس سرشماری مرکز آمار ایران در سال ۱۳۸۵، جمعیت آن ۱۴ نفر (۴خانوار) بوده‌است.